# NGC 6541
Az NGC 6541 (más néven Caldwell 78) egy szabályos gömbhalmaz a Corona Australis (Déli Korona) csillagképben.

## Felfedezése
Az NGC 6541 gömbhalmazt Niccoló Cacciatore fedezte fel 1826. március 19-én.

## Tudományos adatok
Magja csomókra és ívekre tagolódik. Tejútrendszerünk középpontjához viszonylag közel fekszik, 7200 fényévre.